# Партс, Юхан
Ю́хан Партс (эст. Juhan Parts; род. 27 августа 1966, Таллин) — эстонский государственный деятель, бывший министр экономики и коммуникаций, бывший премьер-министр Эстонии. Член партии Союз отечества и Res Publica.

## Биография
Юхан Партс окончил Таллинскую среднюю школу № 1. Затем изучал право в Тартуском Университете.
После получения высшего образования поступил на работу в Министерство юстиции. Вскоре приобрёл известность в качестве человека, стремящегося к реформам. Весной 1998 года, по ходатайству министра Михкеля Овийра, был назначен Главным контролёром. Оставался на этой должности до 2002 года. Будучи на этом посту, часто критиковал действия правительства и стал одной из самых популярных фигур среди эстонских политиков.
Для начала политической карьеры Партс использовал новую партию, названную Res Publica, где он стал председателем. При образовании эта партия заявляла себя как партия свободных от идеологии молодых прагматиков, придерживающихся либеральных экономических взглядов. Одним из центральных пунктов предвыборной платформы Res Publica стало обещание справиться с преступностью и коррупцией.
На выборах 2003 года в Рийгикогу (парламент) партия Партса набрала неожиданно много голосов и сформировала новую правительственную коалицию, сам Партс получил кресло премьер-министра. Правительство начало свою деятельность 10 апреля 2003 года.
24 марта 2005 года Партс подал в отставку с поста премьер-министра после того, как Рийгикогу вынес вотум недоверия министру юстиции Кену-Марти Вахеру. Вахер установил систему квот, согласно которой ежегодно в каждом уезде к судебной ответственности должно было быть привлечено определённое число государственных служащих (что было попыткой борьбы с коррупцией), что показалось многим проявлением сталинизма. Документ был одобрен Партсом.
Срок полномочий Партса истёк 13 апреля 2005 года, когда Рийгикогу утвердил кандидатуру его преемника Андруса Ансипа.
В результате объединения партий Res Publica и «Союз отечества» в партию «Союз отечества и Res Publica» в 2006 году Партс стал членом объединённой партии.
С 4 апреля 2007 года по 26 марта 2014 года Партс занимал должность министра экономики и коммуникаций Эстонии.
Был женат на Мерле Партс, судье. Сын — Тоомас-Хендрик и дочь Пилле-Рийн. В настоящее время его спутница — Дэйзи Таук, адвокат, младше его на 10 лет.